# Kamome Shirahama
Kamome Shirahama (japanisch 白浜 鴎 Shirahama Kamome, * 7. Mai) ist eine japanische Mangaka und Illustratorin.

## Werdegang und Werk
Ihren Abschluss in Design machte Shirahama an der Tōkyō Geijutsu Daigaku. Sie arbeitet meist mit Bleistift, Tusche und Buntstiften anstatt mit digitalen Werkzeugen. Ihre Werke wurden beeinflusst von den Buchreihen Der Herr der Ringe und Harry Potter, die sie in der Mittelschule gelesen hatte, und stilistisch geprägt ist sie von Jugendstil und Art déco sowie von Künstlern wie Alfons Mucha, Gustav Klimt, Mœbius, Hayao Miyazaki und Moto Hagio.
Ihr Debütwerk war Watashi no Kuro-chan, das 2011 in einer Kurzgeschichtensammlung bei Enterbrain erschien. Es folgte mit Eniale & Dewiela ihre erste Serie, die in Japan von 2013 bis 2015 erschien und ab 2022 bei Egmont Manga als erstes ihrer Werke auch auf Deutsch erscheinen sollte. Die Fantasy-Komödie erzählt von der Freundschaft zwischen einer Engelin und einer Teufelin. Zum Anime Kuro to Kin no Akanai Kagi. von 2013 entwarf Shirahama das Charakterdesign, ebenso wie für die Figur The Elder in Star Wars: Visionen von 2021. Zu dessen Manga-Umsetzung als Anthologie im Jahr 2023 trug sie ebenfalls eine Geschichte bei. Seit 2015 schafft Shirahama außerdem Variant-Cover für amerikanische Comics, darunter Doctor Aphra, Deadpool und Batgirl and the Birds of Prey.
Seit 2017 erscheint Shirahamas bisher längste Serie Atelier of Witch Hat – Das Geheimnis der Hexen über ein Mädchen, das Zauberei lernen will und dabei das Geheimnis der Zauberei lüftet. Der Manga wurde in viele Sprachen übersetzt und soll 2025 eine Adaption als Anime erhalten. 2020 wurde die englische Übersetzung mit dem Eisner Award ausgezeichnet.
Shirahama arbeitet zunächst die Dialoge aus, ehe sie diese in ein Seitenlayout umsetzt. Naturbilder zeichnet sie gern und mit Leichtigkeit, während Technik wie Fahrzeuge und Hochhäuser ihr schwer fallen.

## Bibliografie (Auswahl)
- Watashi no Kuro-chan (わたしのクロちゃん, 2011, Kurzgeschichte)
- Eniale & Dewiela (エニデヴィ Endevi, 2013–2015, 3 Bände)
- Atelier of Witch Hat – Das Geheimnis der Hexen (とんがり帽子のアトリエ Tongari Bōshi no Atelier, seit 2017, 13 Bände)
- Star Wars: Visionen (2023, 1 Band, Beitrag in Anthologie)